# مونيك ميلر
مونيك ميلر هي ممثلة كندية، ولدت في 9 ديسمبر 1933 بمونتريال في كندا.

## وصلات خارجية
- مونيك ميلر على موقع IMDb (الإنجليزية)
- مونيك ميلر على موقع ألو سيني (الفرنسية)
- مونيك ميلر على موقع أول موفي (الإنجليزية)
- مونيك ميلر على موقع قاعدة بيانات الأفلام السويدية (السويدية)
- مونيك ميلر على موقع قاعدة بيانات الفيلم (الإنجليزية)
- مونيك ميلر على موقع كينوبويسك (الروسية)